# طارق شاكر
طارق شاكر ممثل عراقي، له عشرات الأعمال فكاهيةً وجادةً، عملَ في المسرح العسكري. نشر موقع الوكالة الإخبارية يوم 2 شباط 2011، سؤالا لطارق شاكر عن غيابه عن العمل، فأجاب «حفاظاً على مسيرتي الفنية ابتعدت لأن الساحة الفنية تشهد حالة من التردي، إضافة إلى صعوبة انتقاء الأعمال الدرامية». وفقاً لصحيفة المدى، طارق شاكر «يُعدّ من الجيل الأول في الفن العراقي من ضمن أؤلئك الذين وضعوا وأرسوا أسس هذا الفن». لم يستفد طارق شاكر من قِدَم احترافه التمثيل، فهو يرى أنه لم يحصل على حقه الفني، والسبب برأيه «وجود الشللية في مجال الوسط الفني ودخول الطارئين إلى الفن والعلاقات غير اللائقة»، أحب أدواره إلى نفسه «مسلسل خريف العنقاء»، وأسوؤها مسلسل علي الوردي.

## أعماله
| العمل                  | السنة |
| ---------------------- | ----- |
| مسرحية أطراف المدينة   | 1985  |
| مسرحية ورطة ثقافية     |       |
| مسرحية مقامات أبو سمرة |       |
| مسلسل علي الوردي       |       |
| مسلسل زمن حيران        |       |
| مسلسل الطوفان ثانية    |       |
| مسلسل صندوق الأسرار    |       |
| مسلسل باشاوات آخر زمن  | 2004  |
| فلم المنفذون           | 1987  |
| فلم فائق يتزوج         | 1984  |